# Енріке Афонсу
Енрі́ке Афонсу (порт. Henrique Afonso; 5 березня 1147, — 7 жовтня 1155) — португальський інфант. Представник португальського Бургундського дому. Народився в Лісабоні, Португалія. Первісток португальського короля Афонсу I та Матильди Савойської, дочки савойського графа Амадея III. Перший спадкоємець королівського престолу в історії Португалії. Названий на честь діда по батьковій лінії, португальського графа Генріха Бургундського. У 3-річному віці представляв відсутнього батька на раді вельмож у Толедо. Помер в Мадригалі, у 8-річному віці. Новим спадкоємцем став його молодший брат Саншу I, майбутній король Португалії.

## Сім’я
- Батько: Афонсу I (1109—1185) — король Португалії (1139—1185).
- Матір: Матильда Савойська (1125—1157) — дочка Амадея III, графа Савойського.
- Брати:
  - Саншу I (1154—1211) — король Португалії (1185—1211).
  - Жуан (1156—1164) — португальський інфант; помер у дитинстві.
- Сестри:
  - Уррака (1148—1211) — королева Леону.
  - Тереза (1151—1218) — графиня Фландрії, герцогиня Бургундії.
  - Мафалда (1153—1162) — португальська інфанта; померла в дитинстві.
  - Санша (1157—1166/1167) — португальська інфанта; померла в дитинстві.